# Amina Nedder
Amina Nedder est une joueuse internationale de rink hockey née le 1er avril 1999. Formée à Lyon, elle participe en 2013 au championnat d'Europe sénior.

## Parcours sportif
En 2013, lors de sa participation avec son club à la Eurockey Cup, équivalent de la coupe d'Europe pour les jeunes, elle est nommée meilleure joueuse de la compétition. 
En décembre de la même année, elle est admise au sein du groupe sénior de l'équipe de France féminine, qui vient d'être sacrée championne du monde l'année précédente. Elle participe alors au Championnat d'Europe à Mieres (Espagne) dans un effectif très rajeuni ne comprenant que trois joueuses titrées. La sportive de haut-niveau dispute quatre match lors de la compétition, durant laquelle elle marque l'unique but contre le Portugal. Elle subit néanmoins quatre défaites. 
L'année suivante pour le championnat du monde, elle est présélectionnée pour participer, mais n'est finalement pas retenue. 
| Date                       | Domicile | Extérieur | Résultat |
| -------------------------- | -------- | --------- | -------- |
| 17 décembre 2013 à 21 h 15 | France   | Espagne   | 0 - 5    |
| 19 décembre 2013 à 20 h 0  | France   | Italie    | 1 - 2    |
| 20 décembre 2013 à 21 h 15 | Portugal | France    | 7 - 1    |
| 21 décembre 2013 à 18 h 30 | Italie   | France    | 5 - 0    |